# L’Oréal
L’Oréal SA – koncern kosmetyczny z siedzibą w Clichy we Francji, obecny w ponad 130 krajach. Przedsiębiorstwo zostało założone w 1909 roku przez Eugène Schuellera jako Société Française de Teintures Inoffensives pour Cheveux.

## Historia
Eugène Schueller zasłynął jako wynalazca formuły do farbowania włosów. To właśnie odkrycie w 1907 roku formuły do bezpiecznego farbowania włosów na kolor blond przyniosło mu sukces.
Do II wojny światowej firma szybko się rozwijała, dzięki stosowaniu zarówno innowacyjności w dziedzinie chemii, jak i szerokiego użycia reklamy jako dźwigni rozwoju.

## Aktualności
Spółka akcyjna notowana na giełdzie paryskiej na platformie Euronext. Wchodzi w skład indeksu CAC 40.
27,5% akcji znajduje się w rękach rodziny Bettencourt, 26,4% zaś w posiadaniu Nestlé, 3,9% posiada sama grupa. Pozostałe 42,2% udziałów znajduje się w obrocie publicznym.
L’Oréal posiada 10,41% akcji grupy farmaceutycznej Sanofi.

## Marki grupy L’Oréal

### Kosmetyki profesjonalne
- L’Oréal Professionnel
- Kerastase
- L’Oréal Technique
- Matrix
- Mizani
- Redken
- Kéraskin Esthetics
- Shu Uemura Art of Hair
- PureOlogy

### Kosmetyki popularne
- L’Oréal Paris
- Garnier
- Maybelline New York
- Softsheen Carson
- Le Club des Créateurs de Beauté
- Gloria Vanderbilt Perfums
- Harley Davidson Perfums

### Kosmetyki selektywne
- Biotherm
- Cacharel, Giorgio Armani
- Helena Rubinstein
- Kiehl’s since 1851
- Lancome
- Paloma Picasso
- Ralph Lauren
- Shu Uemura
- Viktor & Rolf
- Diesel
- Lanvin
- Guy Laroche
- Yves Saint Laurent
- Stella McCartney
- Boucheron
- Oscar de la Renta
- Ted Lapidus
- Jacques Fath
- Yue-Sai
- Maison Martin Margiela
- NYX Cosmetics

### Kosmetyki aktywne
- Vichy Laboratoires
- La Roche-Posay
- Skinceuticals
- Inneov
- Sanoflore
- Roger & Gallet
- Ombrelle
- Cerave
- Decleor

### The Body Shop
- The Body Shop (marka nie należy do koncernu L’Oréal od 2006 r.)

## Twarze L’Oréal
Kate Moss, Andie MacDowell, Beyoncé Knowles, Penélope Cruz, Milla Jovovich, Jane Fonda, Aishwarya Rai, Claudia Schiffer, Jessica Biel, Scarlett Johansson, Eva Longoria, Matthew Fox, Jennifer Lopez, Najwa Karam, Magdalena Mielcarz, Grażyna Torbicka, Hailey Bieber, Hande Ercel.